# Неки то воле вруће
Неки то воле вруће (енгл. Some Like It Hot) комедија је из 1959. године, са Мерилин Монро у главној улози. Амерички филмски институт је овај филм прогласио за најбољу комедију свих времена. Ово је једини филм за који је Монро добила неку велику филмску награду — Златни глобус за најбољу главну глумицу. Поред тога, филм је освојио Оскар за најбољи костим, а био је номинован за још пет Оскара, између осталих и за Оскар за најбољег главног глумца (Лемон).

## Радња
У фебруару 1929, у Чикагу из доба прохибиције, Џо је џез саксофониста и неодговорни, импулсивни женскарош; његов анксиозни пријатељ Џери је џез контрабасиста. Они раде у илегалном ноћном клубу у власништву гангстера „Камашне” Коломба. На дојаву доушника „Чачкалице” Чарлија, полиција је извршила рацију у локалу. Џо и Џери беже, али касније случајно сведоче како Камашна и његови присташи убијају „Чачкалицу” и његову банду из освете. Камашна и његова банда их виде док беже. Без новца, уплашени и очајнички желећи да побегну из града, Џо и Џери се маскирају у жене и представљају се као Џозефина и Дафне како би се придружили Слаткој Сју и њеном женском бенду који се возом упутио у Мајами. Џо и Џери упознају „Шећер” Кејн, главну певачицу бенда и свирачицу укулелеа.
Џо и Џери постају опседнути Шећер и такмиче се за њену наклоност, док притом задржавају своје маске. Шећер се поверава „Џозефини” да је раскрстила са мушким саксофонистима, који су је у прошлости само искоришћавали. Нада се да ће на Флориди пронаћи нежног милионера са наочарима. Током забрањеног опијања и провода у возу, „Џозефина” и „Дафне” постају блиске пријатељице са Шећер.
Након доласка у Мајами, Џо се удвара Шећер тако што се поново прерушава, овај пут у милионера Јуниора, наследника компаније Шел, док се претвара да је равнодушан према њој. Прави милионер, старији човек Осгуд Филдинг III, упорно прогања „Дафне”, чије одбијање само повећава његов апетит. Позива „њу” на вечеру са шампањцем на својој јахти, Нова Каледонија. Џо убеђује Џерија да задржи Осгуда на копну како би „Јуниор” могао да одведе Шећер на Осгудову јахту, претварајући се да је његова. На јахти, „Јуниор” говори Шећер да га је психичка траума оставила импотентним и фригидним, али да би се оженио оном женом која би могла да га излечи. Шећер покушава да га узбуди, са поприличним успехом. У међувремену, „Дафне” и Осгуд плешу танго до зоре. Када се Џо и Џери врате у хотел, Џери му открива да је Осгуд запросио „Дафне” и да је он, као Дафне, пристао, очекујући моментални развод и велику новчану нагодбу када се открије његова превара. Џо убеђује Џерија да се не може оженити Осгудом.
У хотелу се одржава конференција за „Пријатеље италијанске опере”, која је у ствари велики састанак националног криминалног синдиката, којим председава „Мали Бонапарта”. Камашна и његова банда препознају Џоа и Џерија као сведоке које су тражили. Џо и Џери, у страху за своје животе, схватају да морају да напусте бенд и хотел. Џо слама Шећерино срце говорећи јој да он, Јуниор, мора да се ожени женом коју одабере његов отац и да се пресели у Венецуелу. Џо и Џери избегавају Камашнине људе скривајући се испод стола на банкету синдиката. Бонапартини атентатори убијају Камашну и његове људе на банкету; опет, Џо и Џери су сведоци и беже кроз хотел. Џо, обучен као Џозефина, види Шећер на сцени како пева тужну песму због изгубљене љубави. Он трчи на платформу и љуби је, због чега Шећер схвата да су Џозефина и Јуниор иста особа.
Џери убеђује Осгуда да одвезе „Дафне” и „Џозефину“ својом јахтом. Шећер трчи са бине на крају свог наступа и скаче на Осгудов чамац баш када напушта док са Џоом, Џеријем и Осгудом. Џо признаје своју превару Шећер и каже јој да није довољно добар за њу, али Шећер га ипак жели. У међувремену, Џери наводи разлоге због којих „Дафне” и Осгуд не могу да се венчају, од пушачке навике до неплодности. Осгуд међутим не мари за њих; он воли Дафне и одлучан је да се венчају. Огорчен, Џери скида перику и каже: „Ја сам мушкарац!” Осгуд, неузнемирен, одговара: „Па, нико није савршен.”

## Улоге
| Глумац          | Улога                      |
| --------------- | -------------------------- |
| Мерилин Монро   | „Шећер” (Кејн Ковалчик)    |
| Тони Кертис     | Џо / „Џозефина” / Јуниор   |
| Џек Лемон       | Џери / „Џералдина” / Дафне |
| Џорџ Рафт       | „Камашна” Коломбо          |
| Џо Браун        | Осгуд Филдинг              |
| Нехемија Персоф | „Мали Бонапарта”           |